# 罗斯诺恩
罗斯诺恩（法語：Rosnoën，法語發音：[ʁɔsnɔɛn]）是法国菲尼斯泰尔省的一个市镇，属于沙托兰区。

## 地理
罗斯诺恩（48°15'49"N, 4°11'41"W）面积33.64 平方千米，位于法国布列塔尼大區菲尼斯泰尔省，该省份为法国最西部的省份，位于布列塔尼半岛西部，北西南三面环大西洋，东临阿摩尔滨海省和莫尔比昂省。
与罗斯诺恩接壤的市镇（或旧市镇、城区）包括：勒福、蓬德比莱基梅尔。

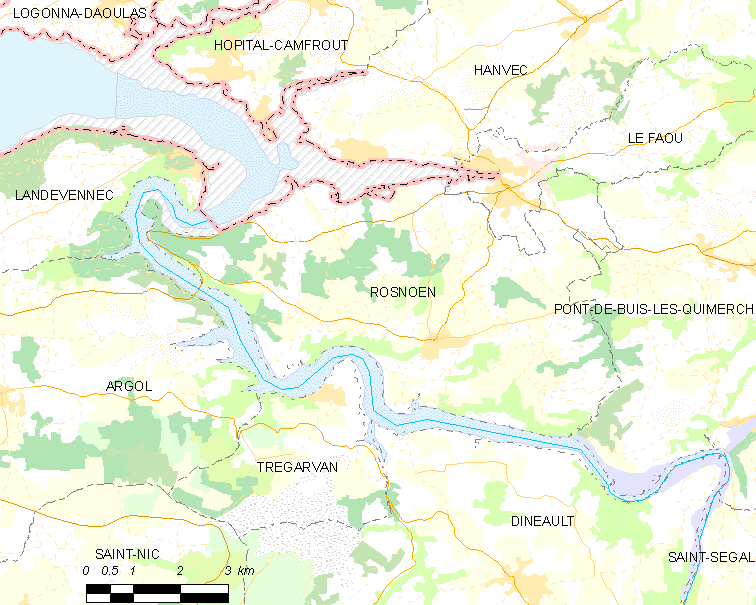
罗斯诺恩的OSM定位图

罗斯诺恩的时区为UTC+01:00、UTC+02:00（夏令时）。

## 行政
罗斯诺恩的邮政编码为29590，INSEE市镇编码为29240。

## 政治
罗斯诺恩所属的省级选区为蓬德比莱基梅尔县。

## 人口

1962-2008年间罗斯诺恩人口变化图示

罗斯诺恩于2022年1月1日时的人口数量为993人。